# Serranochromis robustus
Serranochromis robustus е вид бодлоперка от семейство Цихлиди (Cichlidae). Видът не е застрашен от изчезване.

## Разпространение и местообитание
Разпространен е в Замбия, Зимбабве, Малави, Намибия и Танзания. Внесен е в Свазиленд.
Обитава пясъчните дъна на сладководни басейни, лагуни, реки и потоци.

## Описание
На дължина достигат до 56 cm, а теглото им е не повече от 6123 g.